# Salbutamolo
Il salbutamolo (conosciuto anche con il nome di albuterolo) è un composto, a breve durata d'azione, con attività di tipo agonista selettivo sui recettori β2-adrenergici. Come farmaco viene utilizzato per ridurre il broncospasmo in alcune condizioni patologiche quali l'asma e la broncopneumopatia cronica ostruttiva. In Italia è venduto dalla società farmaceutica Valeas con il nome commerciale di Broncovaleas e dalla società GlaxoSmithKline con il nome di Ventolin. È disponibile in diverse forme farmaceutiche, tra cui sospensione pressurizzata per inalazione, soluzione da nebulizzare e sciroppo.
Salbutamolo è stato il primo agonista β2-selettivo a essere commercializzato, nel 1968. È stato venduto dalla società Allen & Hanburys con il marchio Ventolin. Il farmaco fu un successo immediato, e da allora continua a essere ampiamente utilizzato per il trattamento dell'asma.

## Chimica

(R)-Salbutamol (in alto) e (S)-salbutamol

### Relazione tra struttura e attività
Il gruppo butile terziario della molecola di salbutamolo (albuterolo) lo rende più selettivo per i recettori β2. Il farmaco è venduto come una miscela racemica soprattutto perché l'(S)-enantiomero blocca le vie metaboliche, mentre l'( R)-enantiomero evidenzia l'attività.

### Sintesi
Salbutamolo può essere preparato a partire da un derivato dell'acetofenone, a sua volta un derivato dell'acido salicilico (da questa origine il prefisso "sal" nel nome salbutamolo).

## Farmacodinamica
Salbutamolo è una molecola adrenergica, un agonista selettivo dei recettori β2-adrenergici, particolarmente diffusi a livello della muscolatura liscia bronchiale. La stimolazione di questi recettori da parte del farmaco comporta un incremento dell'AMP ciclico endocellulare. Questo aumento di AMP ciclico porta all'attivazione della protein chinasi A, la quale inibisce la fosforilazione della miosina e riduce la concentrazione intracellulare di calcio ionico, con conseguente rilassamento e determinazione di un effetto di tipo broncodilatatore con risoluzione del broncospasmo.
Salbutamolo rilassa la muscolatura liscia di tutte le vie aeree, dalla trachea fino ai bronchioli terminali, agisce perciò come un agonista funzionale che comporta il rilassamento delle vie aeree indipendentemente dal fattore spasmogeno coinvolto, proteggendo così contro tutti gli stimoli broncocostrittori.
La selettività del composto è tale che, alle usuali dosi broncodilatatrici, l'attività di salbutamolo sui recettori β1-adrenergici cardiaci è sostanzialmente trascurabile. L'esecuzione di test spirometrici ripetuti sui soggetti in trattamento, conferma i dati sperimentali sull'attività broncodilatrice della molecola, in assenza di effetti stimolatori cardiaci rilevabili. Tuttavia è necessario ricordare che, pur essendo i recettori β2-adrenergici predominanti nei bronchi, vi sono evidenze che una popolazione di recettori β2 è presente anche nel muscolo cardiaco umano, normalmente in una concentrazione compresa tra il 10% e il 50%. Non è stata ancora precisata la funzione di questi recettori. Un ulteriore effetto di salbutamolo consisterebbe in un'azione stabilizzante sulla membrana del mastocita, tale da prevenire il rilascio di istotossine. Quest'azione rafforza la validità dell'impiego del farmaco nei soggetti affetti da asma di origine allergica.

## Farmacocinetica
A seguito di somministrazione per via inalatoria circa il 10-20% del farmaco raggiunge le basse vie respiratorie. La frazione non trattenuta nell'erogatore si deposita nell'orofaringe e viene quindi ingerita e rapidamente assorbita dal tratto gastrointestinale. Anche la parte che si deposita nelle vie aeree viene assorbita attraverso il tessuto polmonare e raggiunge la circolazione sistemica. Il farmaco subisce quindi il metabolismo epatico e quindi eliminato, principalmente per via urinaria, come farmaco non modificato o in forma coniugata come solfato fenolico.
L'emivita terminale apparente di salbutamolo è di circa 4,6 ore.

## Tossicologia
La DL50 di salbutamolo nel ratto e nel topo, quando assunto per os è superiore a 2 000 mg/kg peso corporeo. La DL50 per via endovenosa è di 60,5 mg/kg (ratto) e di 72,5 mg/kg (topo). Per via intraperitoneale è pari rispettivamente a 74,8 mg/kg e 82,2 mg/kg.

## Usi clinici

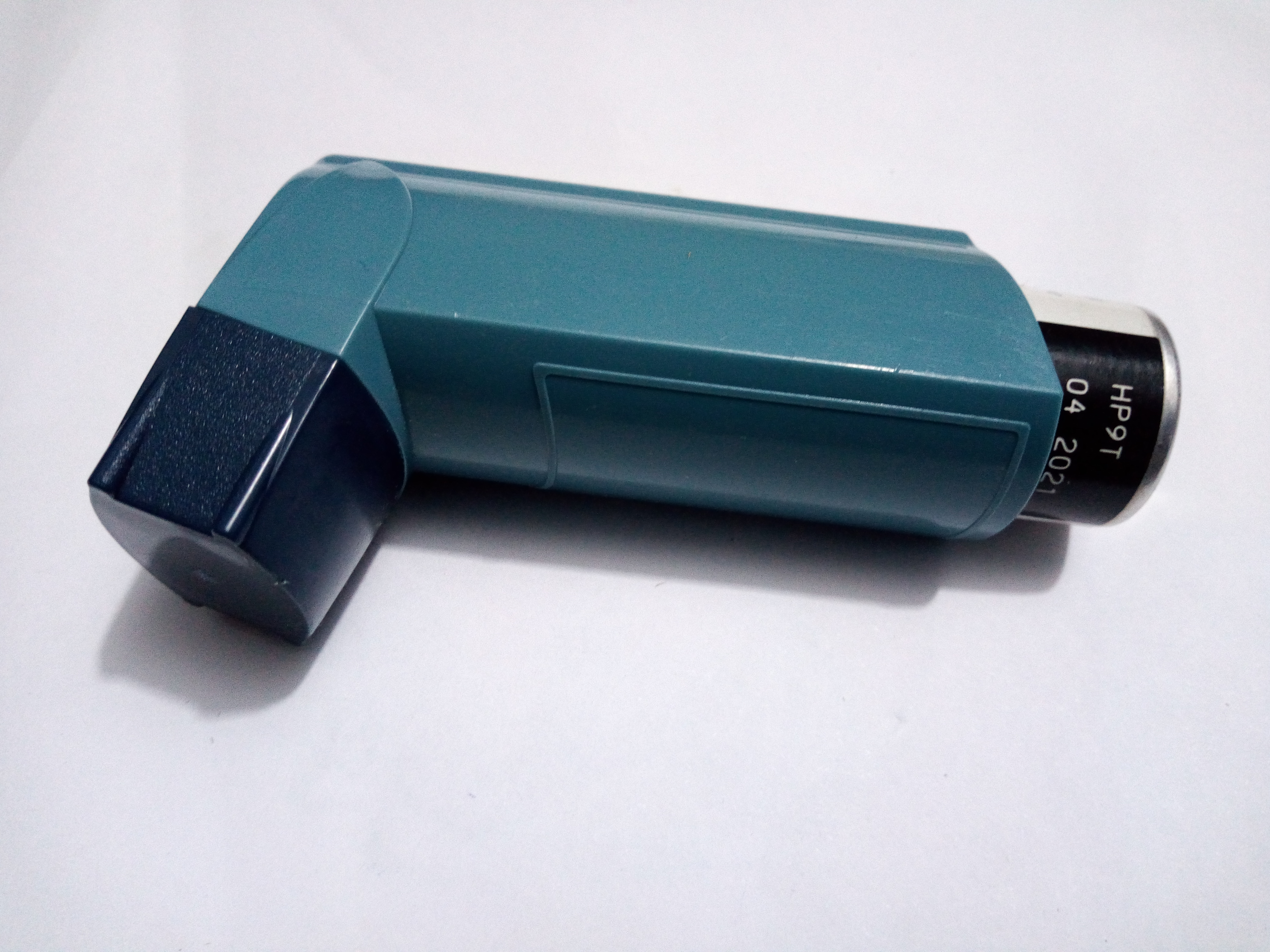
Inalatore prodotto da GlaxoSmithKline

Il farmaco viene utilizzato nel trattamento del broncospasmo associato all'asma bronchiale e ad altre patologie che comportano occlusione delle vie respiratorie, come ad esempio la broncopneumopatia cronica ostruttiva. Può essere utilizzato nella prevenzione del broncospasmo associato all'esercizio fisico.
I medici lo utilizzano anche in ambito ostetrico. L'infusione endovenosa di salbutamolo comporta un effetto tocolitico, ovvero determina un rilassamento della muscolatura liscia uterina, procrastinando così il parto pretermine. Mentre per quest'uso veniva preferito rispetto ad agenti come atosiban e ritodrina, il suo ruolo è stato ampiamente sostituito dal calcio antagonista nifedipina, il quale somministrato per via orale, è più efficace e meglio tollerato.

### Off label
Salbutamolo è stato utilizzato nel trattamento in acuto dell'iperkaliemia: la molecola stimola infatti l'afflusso dello ione all'interno della cellula e ne consegue perciò una riduzione dei valori di kaliemia.
Salbutamolo è stato sperimentato anche nel trattamento dell'atrofia muscolare spinale, dove sfortunatamente sembra determinare solo modesti benefici. Il farmaco si ritiene sia in grado di modulare lo splicing alternativo del gene SMN2, aumentando in questo modo la quantità di proteina SMN, la cui carenza è considerata la causa principale della malattia.

## Effetti collaterali e indesiderati
Tra gli effetti collaterali più comuni si segnalano ansia, cefalea, cardiopalmo, secchezza delle fauci, crampi muscolari.
In alcuni pazienti salbutamolo può determinare la comparsa di tremori fini a carico della muscolatura scheletrica, in genere più facilmente evidenziabili alle mani. Questo effetto avverso, comune a tutti gli stimolanti β-adrenergici, è in stretta relazione con la dose. Raramente si può riscontrare cefalea e modesta tachicardia, che tendono a scomparire dopo i primi giorni di terapia, e in particolare dopo una lieve riduzione del dosaggio. Molto raramente in letteratura medica è riportata la comparsa di aritmie cardiache (comprendenti la fibrillazione atriale, la tachicardia sopraventricolare ed extrasistolia), nonché di ischemia miocardica.
Così come avviene anche per altre sostanze medicamentose somministrate per via inalatoria, può manifestarsi broncospasmo paradosso, con aumento del respiro affannoso a distanza di pochi minuti dall'inalazione. Nell'eventualità che si presenti questo effetto, è necessario assumere immediatamente un diverso broncodilatatore a rapida insorgenza d'azione, interrompere immediatamente la terapia precedente e istituirne una alternativa.

## Controindicazioni
Il farmaco è controindicato nei soggetti con ipersensibilità nota al principio attivo oppure a uno qualsiasi degli eccipienti della formulazione farmaceutica.
Anche lo stato di gravidanza e l'allattamento al seno debbono essere considerate condizioni di controindicazione, tranne in rari casi nei quali il beneficio atteso per la madre sia considerato superiore al possibile rischio per il feto.

## Dosi terapeutiche
- Per via orale: 4 mg 3-4 volte al giorno. La dose massima giornaliera è pari a 8 mg.
- Per infusione endovenosa: 3-20 µg, anche se inizialmente la dose si attesta sempre sui 5 µg.
- Per inalazione (aerosol): il dosaggio consigliato negli adulti è pari a 100-200 µg (tipicamente 100 µg corrispondono a uno spruzzo) da 3 a 6 volte al giorno. Viene consigliato di eseguire al massimo un paio di somministrazioni di aerosol dosato per volta, quindi attendere almeno quattro ore prima di ripetere il trattamento. Anche in caso di difficoltà respiratorie persistenti è bene non oltrepassare il dosaggio massimo di 600 µg al giorno.
- Per inalazione (polvere): dosi variabili da 300 a 600 µg al giorno.

Il paziente asmatico, conoscendo gli orari in cui tende a manifestarsi la crisi broncospastica, cercherà di assumere il farmaco circa mezz'ora prima degli stessi. Va ricordato che un uso troppo frequente di β2 agonisti a breve durata d'azione per via inalatoria può rivelarsi pericoloso in quanto il ricorso a dosaggi elevati è gravato da maggiori probabilità di comparsa di effetti indesiderati, oltre a essere indicativo di un controllo non ottimale del disturbo.
In questi casi è opportuno valutare la possibilità di una terapia di associazione con cortosteroidi e, nel caso siano già presenti nello schema di trattamento, un incremento del loro dosaggio.

## Sovradosaggio
I segni e sintomi in corso di sovradosaggio da salbutamolo sono eventi generalmente transitori e correlati all'azione del farmaco sui recettori β-agonisti. Si deve ricordare che a seguito di sovradosaggio di salbutamolo si può verificare ipokaliemia, con conseguente necessità di monitoraggio dei livelli sierici del potassio.
In caso di importante sintomatologia cardiaca (tachicardia, cardiopalmo e simili) si può dover ricorrere alla sospensione del trattamento e all'adozione di adeguate misure di controllo della sintomatologia: tra queste possono rivestire un ruolo di primo piano i β-bloccanti cardio-selettivi, ricordando la necessità di grande cautela nel loro utilizzo, stante la possibilità di evocare broncospasmo.

## Interazioni
- Simpaticomimetici: è opportuno non co-somministrare salbutamolo e altri medicinali con attività simpaticomimetica per la possibilità che si verifichi un potenziamento dei rispettivi effetti farmacologici.
- β-bloccanti (propranololo, metoprololo, bisoprololo e altri): la contemporanea somministrazione di farmaci β-bloccanti e salbutamolo non è indicata. Questi agenti possono bloccare l'effetto polmonare del β-agonista e anche indurre grave broncospasmo nei pazienti con storia di asma. In particolari circostanze, ad esempio nei soggetti con pregresso infarto del miocardio, il ricorso a β-bloccanti cardioselettivi può essere preso in considerazione, anche se la loro somministrazione deve sempre avvenire con estrema cautela.
- Metilxantine (teofillina, caffeina, teobromina): è necessario evitare l'assunzione di quantità eccessive di cibi contenenti metilxantine (ad esempio caffè, tè, cioccolato) durante la terapia con salbutamolo perché potrebbe verificarsi una marcata ipokaliemia. In letteratura medica è stato segnalato un caso di fibrillazione atriale in seguito all'abuso di cioccolato e salbutamolo.[14]
- Diuretici: la contemporanea assunzione di salbutamolo e diuretici non risparmiatori di potassio (quali ad esempio diuretici dell'ansa o tiazidici) potrebbe causare una riduzione della concentrazione plasmatica di potassio e alterazioni elettrocardiografiche. Salbutamolo, soprattutto a dosaggi elevati, stimola la captazione intracellulare di potassio riducendone la disponibilità a livello extracellulare. In caso di co-somministrazione si deve quindi monitorare regolarmente la kaliemia.[15][16]
- Inibitori delle monoamino ossidasi e antidepressivi triciclici: salbutamolo deve essere somministrato con grande cautela a pazienti in terapia con inibitori delle MAO o antidepressivi triciclici o che hanno interrotto la terapia antidepressiva da meno di 2 settimane, poiché l'azione di salbutamolo sul sistema cardiovascolare può essere potenziata da tali farmaci. È perciò opportuno considerare terapie alternative nei soggetti in trattamento con questi agenti.
- Digossina: la somministrazione endovenosa e orale di una singola dose di salbutamolo a volontari che avevano ricevuto digossina per 10 giorni, diminuisce dal 16% al 22% i livelli sierici di digossina. La rilevanza clinica di questi risultati per i pazienti con malattia ostruttiva delle vie aeree che ricevono salbutamolo per via inalatoria e digossina su base cronica non è chiara.

## Gravidanza e allattamento
L'uso del salbutamolo in gravidanza richiede cautela e un'attenta valutazione del rapporto rischio/beneficio. Somministrato per via endovenosa nell'ultimo periodo di gravidanza, il farmaco è stato associato a tachicardia moderata e alterazioni metaboliche nella madre, tra le quali aumento dell'insulinemia, degli acidi grassi liberi, del glicerolo.
Durante il travaglio pretermine, l'infusione endovenosa del broncodilatatore a scopo tocolitico è stata associata alla comparsa di ischemia cardiaca e di foci ectopici ventricolari.
Sempre nel trattamento del travaglio pretermine la somministrazione in pazienti affette da ipertensione arteriosa è stata associata a scompenso cardiaco ed edema polmonare. In ogni caso l'uso del farmaco come tocolitico richiede un controllo continuo dello stato di idratazione della paziente e del battito cardiaco onde evitare la comparsa delle segnalate complicanze. Questo tipo di rischio tende ad aumentare in caso di parto plurimo, di preesistente cardiomiopatia e di infezioni in atto.

In pazienti diabetiche l'assunzione della molecola può invece comportare acidosi metabolica.
La Food and Drug Administration ha classificato la molecola in categoria C per l'impiego in gravidanza. In questa classe sono inseriti farmaci i cui studi sugli animali hanno rilevato effetti dannosi sul feto, teratogenico/letale o altro, e per i quali non sono disponibili studi controllati in donne oppure farmaci per i quali non sono disponibili studi né sull'uomo né sull'animale.
Salbutamolo, dopo dosi terapeutiche per via inalatoria, viene escreto nel latte materno in minima quantità. A causa della potenziale carcinogenicità osservata per questa molecola in studi su animali e la mancanza di esperienza con l'uso di salbutamolo in madri che allattano, è opportuno ricorrere all'uso del medicinale solo se i benefici attesi superano i rischi potenziali.

## Avvertenze
I pazienti con una grave patologia cardiaca (ad esempio, cardiopatia ischemica, aritmia o grave insufficienza cardiaca) trattati con salbutamolo potrebbero andare incontro a tachicardia con un peggioramento della patologia cardiaca sottostante. La comparsa di sintomi quali dolore toracico, dolore anginoso, affaticabilità del cuore devono essere segnalati prontamente.